# Первая теорема о среднем
Первая теорема о среднем значении — одна из теорем об определённом интеграле.

## Формулировка
Пусть функция {\displaystyle f(x)} интегрируема на отрезке {\displaystyle [a;b]}, и ограничена на нём числами {\displaystyle m} и {\displaystyle M} так, что {\displaystyle m\leq f(x)\leq M}.
Тогда существует такое число {\displaystyle \mu }, {\displaystyle m\leq \mu \leq M}, что
{\displaystyle \int \limits _{a}^{b}f(x)\mathop {} \!\mathrm {d} x=\mu (b-a)}.

### Доказательство
Из неравенства {\displaystyle m\leq f(x)\leq M} по свойству монотонности интеграла имеем
{\displaystyle m(b-a)\leq \int \limits _{a}^{b}f(x)\mathop {} \!\mathrm {d} x\leq M(b-a)}.
Обозначив {\displaystyle \mu ={\frac {1}{b-a}}\int _{a}^{b}f(x)\mathop {} \!\mathrm {d} x}, получим требуемое утверждение.
Так определённое число {\displaystyle \mu } называют средним значением функции {\displaystyle f(x)} на отрезке {\displaystyle [a;b]}, откуда и название теоремы.

### Замечание
Если функция {\displaystyle f(x)} непрерывна на {\displaystyle [a;b]}, то в качестве {\displaystyle m} и {\displaystyle M}
можно взять её наибольшее и наименьшее значения (которые, по теореме Вейерштрасса, достигаются),
тогда по теореме о промежуточном значении существует такая точка {\displaystyle c\in [a;b]}, что {\displaystyle f(c)=\mu },
поэтому утверждение теоремы можно переписать в виде
{\displaystyle \int \limits _{a}^{b}f(x)\mathop {} \!\mathrm {d} x=f(c)(b-a)}.
Если воспользоваться формулой Ньютона-Лейбница, то это равенство запишется как
{\displaystyle F(b)-F(a)=F'(c)\;(b-a)},
где {\displaystyle F(x)} — первообразная функции {\displaystyle f(x)}, что есть не что иное, как формула Лагранжа для функции {\displaystyle F(x)}.

## Обобщение
Пусть функции {\displaystyle f(x)} и {\displaystyle g(x)} интегрируемы на отрезке {\displaystyle [a;b]}, причём по-прежнему {\displaystyle m\leq f(x)\leq M},
а вторая из них не меняет знак (то есть либо всюду неотрицательна: {\displaystyle g(x)\geq 0}, либо всюду неположительна {\displaystyle g(x)\leq 0}).
Тогда существует такое число {\displaystyle \mu }, {\displaystyle m\leq \mu \leq M}, что
{\displaystyle \int \limits _{a}^{b}f(x)g(x)\mathop {} \!\mathrm {d} x=\mu \int \limits _{a}^{b}g(x)\mathop {} \!\mathrm {d} x}.

### Доказательство
Пусть {\displaystyle g(x)} неотрицательна, тогда имеем
{\displaystyle mg(x)\leq f(x)g(x)\leq Mg(x)},
откуда, ввиду монотонности интеграла
{\displaystyle m\int \limits _{a}^{b}g(x)\mathop {} \!\mathrm {d} x\leq \int \limits _{a}^{b}f(x)g(x)\mathop {} \!\mathrm {d} x\leq M\int \limits _{a}^{b}g(x)\mathop {} \!\mathrm {d} x}.
Если {\displaystyle \int _{a}^{b}g(x)\mathop {} \!\mathrm {d} x=0}, то из этого неравенства следует, что {\displaystyle \int _{a}^{b}f(x)g(x)\mathop {} \!\mathrm {d} x=0},
и утверждение теоремы выполняется при любом {\displaystyle \mu }.
В противном случае положим
{\displaystyle \mu ={\frac {\int \limits _{a}^{b}f(x)g(x)\mathop {} \!\mathrm {d} x}{\int \limits _{a}^{b}g(x)\mathop {} \!\mathrm {d} x}}}.
Обобщение доказано. Если функция {\displaystyle f(x)} непрерывна, можно утверждать, что существует точка {\displaystyle c\in [a;b]} такая, что
{\displaystyle \int \limits _{a}^{b}f(x)g(x)\mathop {} \!\mathrm {d} x=f(c)\int \limits _{a}^{b}g(x)\mathop {} \!\mathrm {d} x}
(аналогично предыдущему).